# Виноградова Зінаїда Тихонівна
Зінаїда Тихонівна Виноградова (24 жовтня 1911, Одеса — 2 березня 2008) — український мистецтвознавець; член Спілки радянських художників України з 1965 року. Дружина художника Віталія Рябова.

## Біографія
Народилася 11 [24] жовтня 1911 року в місті Одесі (нині Україна). 1941 року закінчила Київський художній інститут, де навчалася у Петра Котова, Олексія Шовкуненка.
З 1943 року працювала художником та викладала у Київському училищі прикладного мистецтва; з 1950 року — науковий співробітник, з 1958 року — головний хранитель Київського музею українського мистецтва; з 1961 року працювала у секторі історії українського радянського мистецтва при Київському науково-дослідному інституті теорії, історії і перспективних проблем радянської архітектури.
Мешкала у Києві в будинку на вулиці Червоноармійській, № 12, квартира № 26. Померла 2 березня 2008 року.

## Наукова діяльність
Працювала в галузях мистецтвознавства та художньої критики. Уклала:
- буклети «М. М. Божій», «Г. Л. Петрашевич» (обидва — 1957);
- брошуру «Колгоспне село в українському образотворчому мистецтві» (1959);
- нарис «Українське радянське мистецтво 1918—1920 років» (1964);
- каталог пам'ятників в архітектурі Києва (1968);
- «Вища художня школа в Одесі» (1970).